# 普拉姆角
77°50′50″S 166°46′21″E / 77.847342°S 166.772461°E
普拉姆角是南極洲的海岬，位於羅斯島的斯科特基地，毗鄰麥克默多灣，在1902年由羅伯特·斯科特率領的英國探險隊命名，現時由南極條約體系管理。